# 蝙蝠侠：动画系列
《蝙蝠侠：动画系列》（英語：Batman: The Animated Series，简称为：蝙蝠侠TAS或BTAS）是由美国华纳兄弟动画公司制作的动画剧集，最初于1992年9月5日至1995年9月15日在福克斯儿童频道播出，共85集。1993年推出了本剧集的动画電影《蝙蝠侠：幽灵的面具》（Batman: the Mask of the Phantasm），又在1998年推出动画电影《蝙蝠侠：冰点能量》（Batman: Subzero）。于1997年推出续作《蝙蝠俠新冒险》（The New Batman Adventures)，共24集；延伸剧集有1999年的《未来蝙蝠侠》（Batman Beyond）以及2004年的《新蝙蝠俠》（The Batman），但以故事背景的世界觀來說，動畫系列、新冒險和未來蝙蝠俠是連續的，並在漫畫原著中正式確認此三部動畫影集世界觀為Earth-12，而《新蝙蝠俠》與前三作沒有任何關連性，為獨立世界觀。中国大陆于1999年在上海电视台，四川电视台与广东电视台播出。台灣華納家庭娛樂曾經發行過套裝DVD「蝙蝠俠卡通合集」，其中第1~3套為《蝙蝠俠：動畫系列》，第4套為《蝙蝠俠新冒险》。

## 概要
1992年，时代华纳开始制作《蝙蝠侠：动画系列》，并在这部动画剧集中凝聚了当时最新的动画制作技术，采用了被称为「黑色底板」（Dark Deco）技术，这使动画完全秉承了漫画蝙蝠侠黑暗幽深的配色风格。剧集也修改了蝙蝠侠漫画中的经典角色并包含新加角色，也將蝙蝠俠的年紀設定為36-37歲，並將全劇85集的故事發展濃縮在這37-38歲這兩年內發生，而罗宾在影集裡為19~20歲。同時本系列中最重要的改变就是把「罗宾」的服装换成了新“90年代”的服装。而反派角色在本部动画中都得到了全新的演绎，在保留反派角色个性的基础上，又在他们的形象上进行大胆的改进；原著中小丑的头发是绿色并且散乱的，而在动画中却被改成了黑色且是梳理整齐的，並且成功將過往只是惡作劇的小丑和心理變態的小丑合而為一，使小丑的滑稽得來不失恐怖；更是創造了小丑的女同黨哈利·奎恩，而其受歡迎程度令其被加入到DC漫畫中，并被漫畫界正式採納；急冻人則被重新塑造成身體和內心因為他人的無情而冰結，只為報仇而活着的悲劇人物。配樂部份，主題曲則是採用提姆波頓的1989年、1992年的蝙蝠俠電影配樂，並重新編曲、變奏。

## 延伸作品

### 蝙蝠俠新冒险
《蝙蝠俠新冒险》是《蝙蝠侠：动画系列》的續集，這部劇集中的故事時間軸為2009，為前作的兩年後，而蝙蝠俠布魯斯·偉恩的年齡設定已經40歲，而本系列裡的「羅賓」迪克·格雷森已經從學院畢業，由於和蝙蝠俠發生了較大的摩擦，於是在一個比高譚更邪惡的城市Bludheaven自立門户，並改名為「夜翼」（Nightwing）。但在蝙蝠俠需要幫助時，他仍然會回來幫助蝙蝠俠，但蝙蝠俠仍然還是失去了一個伙伴。但在機緣巧合下，他遇上13歲流浪街頭的提姆·德雷克，之後收養他為養子，並訓練成新的羅賓。與此同時，警察局長詹姆斯·戈登的女兒芭芭拉成為了蝙蝠女孩（Batgirl）後，在劇集中十分活躍，經常援助蝙蝠俠打擊罪惡。另外，本集還延伸出了一部動畫電影《蝙蝠侠：神秘的蝙蝠女》（Batman: The Mystery of the Batwoman），該電影故事時間設定為新冒險電視版結束後。

蝙蝠俠新冒險將漫畫原著的三代羅賓提姆·德雷克在此版本設定為第二代；而劇集的藝術風格也較前作相比得到了簡化，以方便銜接其他DC動畫劇集，包括超人动画系列（Superman the Animated Series）、正義聯盟（Justice League）與其續集正义联盟无限等。

### 未来蝙蝠侠
《未来蝙蝠侠》（Batman Beyond）劇集全3季共52集，第一季全13集，於1999年1月10日至5月22日在美國Kids' WB华纳动画天地首播；第二季全26集，於1999年9月18日至8月19日播放；第三季全13集，於2000年9月16日至2001年12月18日播放。台灣曾經在2002年的暑假於卡通頻道首播本影集，但只播出第1季就不再播放(也有另一說法指出當時第一季並未播完就停播)，台灣華納家庭娛樂曾經發行電影版DVD，並未發行電視動畫版合集DVD。
本劇集的設定為蝙蝠俠新冒險的30年後即2039年，主要描写蝙蝠侠布魯斯·韋恩老年後，其年紀設定為70歲；2023年出生，年僅16歲的泰瑞·麥金尼斯（Terry McGinnis）接替老蝙蝠侠成為未來高譚市的新蝙蝠侠。泰瑞在韋恩的輔助下，面對維持正常生活的挑戰，以及面對一系列的罪犯：以小丑為榜樣的童黨Jokerz、大同花順黨（The Royal Flush Gang）、國際恐怖主義組織眼鏡蛇等，還要對付蝙蝠俠的老敵人，包括急冻人、忍者大师等，就連宿敵小丑也從死亡中奇蹟地復活。引申電影有一部《未来蝙蝠侠：小丑的逆袭》（Batman Beyond: Return of the Joker），在電影版的故事設定中為2040年，為電視版結束的1年後。
在漫畫原著裡未來蝙蝠俠為平行世界，並非主地球(Earth-0)的角色，但在漫畫2007年大事件Countdown to Final Crisis中，主地球的人物穿越時空遇到泰瑞，並在故事裡指出泰瑞所處的平行世界為Earth-12；因此可正式確認蝙蝠俠：動畫系列、蝙蝠俠新冒險、未來蝙蝠俠都屬於Earth-12；同時對於蝙蝠俠迷而言，也有另一種說法指出未來蝙蝠俠是限定動畫世界觀的動畫影集作品。
2016年在开启DC宇宙：重生后，由于新52时期整个DC宇宙重组，未来蝙蝠侠的漫画故事被改为发生在主地球Earth-0，且故事的发生时间也相应地从2039年改到了2021年。泰瑞的年紀設定在重生系列也更改為20歲，除了泰瑞外，第五任罗宾达米安·韦恩也曾穿过未来蝙蝠侠的战衣。

## 角色与配音

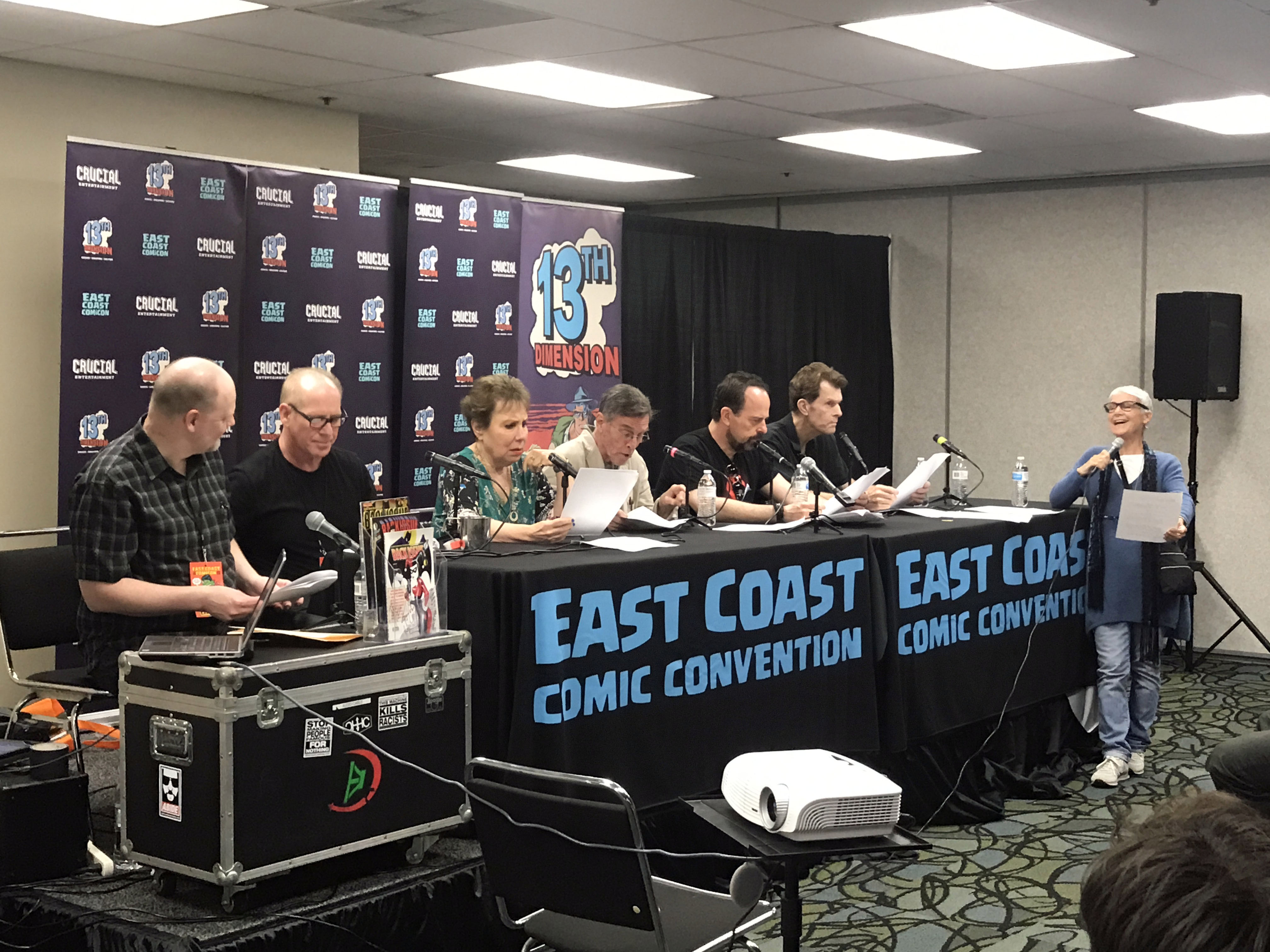
配音导演安德里亚·罗马诺（右）与主要配音在2019年东海岸动漫展上朗读该系列的台词

### 主要角色
| 角色                   | 配音                                  |
| ---------------------- | ------------------------------------- |
| 蝙蝠俠 / 布鲁斯·韦恩   | 凯文·康罗伊                           |
| 罗宾 / 迪克·格雷森     | 洛伦·莱斯特                           |
| 阿尔弗莱德·潘尼沃斯    | 克莱夫·雷维尔（系列前三集）           |
| 阿尔弗莱德·潘尼沃斯    | 小埃弗雷姆·津巴利斯特（系列剩余部分） |
| 詹姆斯·戈登            | 鲍勃·黑斯廷斯                         |
| 哈维·布洛克            | 罗伯特·科斯坦佐                       |
| 芭芭拉·戈登 / 蝙蝠女孩 | 梅丽莎·吉尔伯特                       |

### 配角
| 角色                                               | 配音                                  |
| -------------------------------------------------- | ------------------------------------- |
| 蕾妮·蒙托亚                                        | 英格丽·奥柳（第一季）                 |
| 蕾妮·蒙托亚                                        | 黎安·希尔默（Liane Schirmer，第二季） |
| 盧修斯·福克斯                                      | 布罗克·彼得斯                         |
| 猫女 / 塞琳娜·凯尔                                 | 阿德丽安·巴博                         |
| 萨默·格里森（Summer Gleeson）                      | 玛丽·德文                             |
| 莱斯利·汤普金斯                                    | 黛安娜·穆尔道                         |
| 汉密尔顿·黑尔                                      | 劳埃德·博赫纳                         |
| 维罗妮·卡弗里兰（Veronica Vreeland）               | 玛丽露·亨纳                           |
| 卡尔·罗森（Karl Rossum）                           | 威廉·桑德森                           |
| 乔纳·海克斯                                        | 比尔·麦金尼                           |
| 扎坦娜                                             | 朱莉·布朗                             |
| 灰色幽灵 / 西蒙·特伦特（Gray Ghost / Simon Trent） | 亚当·韦斯特                           |
| 罗兰·达吉特                                        | 爱德华·阿斯纳                         |

### 反派角色
| 角色                                                         | 配音            |
| ------------------------------------------------------------ | --------------- |
| 小丑                                                         | 马克·哈米尔     |
| 双面人 / 哈维·丹特                                           | 理查德·莫尔     |
| 哈莉·奎茵 / 哈琳·奎泽博士                                    | 阿琳·索尔金     |
| 企鹅人 / 奥斯华·科波特                                       | 保罗·威廉姆斯   |
| 鲁伯特·索恩                                                  | 约翰·弗农       |
| 謎語人 / 爱德华·尼格玛                                       | 约翰·格洛弗     |
| 毒藤女 / 潘蜜拉·莉莲·艾斯利博士                              | 黛安·潘兴       |
| 稻草人 / 强纳森·克莱恩博士                                   | 亨利·波雷克二世 |
| 疯帽人 / 杰维斯·泰奇博士                                     | 罗迪·麦克道尔   |
| 杀手鳄（鳄鱼人） / 韦伦·琼斯                                 | 阿伦·金凯德     |
| 泥面人 / 马修·哈根                                           | 朗·普尔曼       |
| 拉斯·阿勒古尔（忍者大师、雷沙古）                            | 大卫·华纳       |
| 塔莉娅·阿勒古尔                                              | 海伦·斯莱特     |
| 急冻人 / 維克多·弗萊斯博士                                   | 迈克尔·安萨拉   |
| 人蝠 / 柯克·朗斯通博士                                       | 马克·辛格       |
| 腹语师 / 阿诺·韦斯克                                         | 乔治·杜兹扎     |
| HARDAC                                                       | 杰夫·班奈特     |
| 钟王                                                         | 艾伦·拉钦斯     |
| 贝恩                                                         | 亨利·席尔瓦     |
| 雨果·史特兰奇                                                | 雷·布克泰尼卡   |
| 劳埃德·文特里克斯                                            | 迈克尔·格罗斯   |
| Kyodai Ken                                         | 罗伯特·伊藤     |
| 贝蒂娃娃 / 玛丽·路易丝·达尔 （Baby-Doll / Mary Louise Dahl） | 艾莉森·拉普拉卡 |
| 埃米尔·多里安博士（Dr. Emile Dorian）                        | 约瑟夫·马赫     |
| 红爪（Red Claw）                                             | 凯特·穆格鲁     |
| Boss Biggis                                                  | 乔治·默多克     |
| Sewer King                                                   | 迈克尔·帕塔基   |
| 马克西·宙斯                                                  | 史蒂夫·萨斯金德 |
| Lock-Up / 莱尔·博尔顿（Lyle Bolton）                         | 布鲁斯·韦茨     |
| 阿喀琉斯·米洛教授（Professor Achilles Milo）                 | 崔特·威廉斯     |
| 眩晕伯爵（Count Vertigo）                                    | 迈克尔·约克     |